# Passive Negation
Mit passiver Negation lässt sich die Ablehnung (als Sozialdimension, Sinn, Systemtheorie) einer Sinnofferte (als Kommunikationssystem oder Interaktionssystem) bezeichnen, wobei die     Sinnofferte als solche nicht angenommen wird (Alter und Ego). Davon unterscheidet sich die aktive Negation, dabei wird die Sinnofferte als solche angenommen und die Negation bezieht sich auf die präferierte Seite der kommunizierten Unterscheidung (als Objekt). Alltagssprachlich: Bist du dafür oder dagegen. Ich bin weder dafür, noch dagegen.